# Los Vílchez
Los Vílchez es una serie peruana, producida por ProTV Producciones para la cadena América Televisión. Es un spin-off de Ven, baila, quinceañera del creador Miguel Zuloaga. Según Kantar IBOPE fue visualizada en el primer episodio por más de un millón de televidentes.
En marzo de 2019, se renovó para una segunda temporada. Alcanzando en su primer episodio estrenado en enero de 2020 cerca de 23 puntos de rating.
Está protagonizada por Patricia Portocarrero, Ana Cecilia Natteri, Mayra Goñi, Gustavo Borjas y Sergio Paris, y antagonizada por Fabrizio Aguilar y Marisol Benavides.

## Sinopsis
Ha pasado un año después de los acontecimientos del final de Ven, baila, quinceañera. Después de que la matriarca María Elena (Patricia Portocarrero) y su hija Viviana (Mayra Goñi) salieran de la prisión, la familia Vílchez se ve forzada a iniciar una nueva vida, en un nuevo barrio muy singular, con nuevos vecinos y nuevos enredos, en donde vivirán enormes aventuras y desventuras.

## Reparto

### Principales
- Patricia Portocarrero como María Elena Moscoso Sánchez Vda. de Vílchez (temporadas 1-2)[1]
- Katerina D'Onofrio como Leticia Ugarte Moscoso (temporadas 1-2)[7]
- Ana Cecilia Natteri como Doña Carmela Ortiz Paredes Vda. de Vílchez (temporadas 1-2)
- Mayra Goñi como Viviana Vílchez Moscoso (temporadas 1-2)
- Sergio Paris como Facundo Gatti Olmedo (temporadas 1-2)
- Gustavo Borjas como Johnny Hilario Torrejón Carbajal (temporadas 1-2)
- Angie Arizaga como Ana «Anita»  Vílchez Carhuancho (temporada 1)
- Micaela Belmont como Úrsula María Valentina «Uchi» León de la Torre Ugarte y Moscoso (temporadas 1-2)[8]
- Patricia Barreto como Julia Yudith Cabezas Izquierdo (temporadas 1-2)
- Ismael Contreras como Don Antolín Cardoso Bocanegra (temporadas 1-2)
- Tadeo Congrains como Antonio «Toñito» Vílchez Gaytán (temporada 1)[9]
- Juan Ignacio Di Marco como Vicente Artur «Bicho» León de la Torre Ugarte (temporadas 1-2)
- Guillermo Macchiavello como Arnaldo Cabezas Camacho «Melocotón» (temporadas 1-2)
- María Victoria Santana como Flor «Flower» Requejo Ruiz (temporadas 1-2)
- Stefano Salvini como Vasco Bustamante y Aliaga (temporadas 1-2)
- César Ritter como Hamilton Rubio Galvez (temporadas 1-2)
- Mariella Zanetti como Ramona Kitty Mantilla de Cabezas (temporadas 1-2)
- Fabrizio Aguilar como Octavio León de la Torre (temporadas 1-2)[10]
- Marisol Benavides como Soledad «Sole» Fuller Barreto (temporadas 1-2)[11]
- Fiorella Pennano como Sofía Romero Vilcimichi (temporada 1: recurrente, temporada 2: principal)[12]
- Germán «Manchi» Ramírez como Frederick «Fred» Hinostroza Martínez (temporada 1: recurrente, temporada 2: principal)
- Karina Jordán como Erica Cardoso Moreno (temporada 2)[13]
- Monserrat Brugué como Fanny Barrera Espino (temporada 2)
- Miranda Amador Izaguirre como Daysi Cabezas Espinoza (temporada 1: recurrente, temporada 2: principal)[14]
- Ítalo Maldonado como Ignacio Gatti Quezada (temporada 2)
- Mariano Ramírez como Oliver Gatti Montoy (temporada 2)[15]
- Jesús Neyra como César Sierra Contreras (temporada 2)[16]
- Julián Legaspi como Esteban García Espinoza (temporada 2)

### Recurrentes e invitados especiales

#### Introducidos en la primera temporada
- Úrsula Boza como Jessica «Kukuli» Avellaneda Beco[17]
- Miguel Vergara Flores como Benito Pintor Gaviria
- Alessandra Fuller como Rossy Castillo Díaz
- Manuel Rospigliosi como Gabriel Cárdenas Campos
- Alessa Esparza como Wendy Gómez López
- Sergio Galliani como Javier Sánchez de la Medina
- Flavia Laos como Camila Souza-Sanguinetti Pastor
- Leslie Stewart como Luciana Pastor Fon-Davis de Souza-Sanguinetti
- Paco Varela como Hugo Bustamante de la Vega
- Lucía Caravedo como Nuria Romero Tristancho de Bustamante
- Alejandra Guerra como Guadalupe Izquierdo Mantilla
- Jesús Alzamora como Daniel Carrillo Polanco
- Gabriel Gil como Rafael «Rafa» Tarazona Salazar
- Nicolás Osorio como Gabriel «Gabo» Vázquez Julca
- Mónica Ross como Yllari Gutiérrez Barajas de Vázquez
- Denise Arregui como Dilma «Didi» Garcés-Alvear Monckeberg
- Mafe Valega como Paula Ugarte Zanabria
- Marinés Acosta como Eliana Pinto Portilla
- Guillermo Castañeda como Néstor
- Julia Thays como Milagros Gaytán Rocha
- William Bell-Taylor como Alberto
- Naima Luna como Alumna de inicial[18]
- Catalina Parra Ibárcena como Renata
- Natali Zegarra como Enfermera
- Andrés Vílchez como Marco Vílchez Moscoso (Flashbacks)
- Emilia Drago como Nicole Solessi Rojas (Flashbacks)
- Nicola Porcella como Piero del Campo Galletti (Flashbacks)
- Maju Mantilla como Mónica Pastor Fon-Davis (Flashbacks)
- Luis Baca como Sergio Chávez Molina (Flashbacks)

#### Introducidos en la segunda temporada
- Karen Dejo como Samantha Fino Andrade[19]
- Natalie Vértiz como Mimí Sánchez Huamani[20]
- Carlos Rivero como Pedro Pablo Santamaría López
- Sebastián Llosa como Nicolás Becerra Santuario
- Ramsay Ross como Ron
- Gustavo Mayer como Alejandro Fuster Herrera
- Camila Pacheco como Adela Jiménez Romero
- Cynthia Calderón como Gabriela Monthoy Preciado
- Gabriel Gonzales como Gonzalo Buitrago Mejía
- Willy Gutiérrez como Simón García Lanao «Garrapata»
- Gabriel Iglesias como Jorge «Koky» García Escobar
- Wendy Ramos como Candela Torrejón Carbajal
- Claret Quea como Darko
- Raúl Castagneto como Mario
- Marco Antonio Ñique como Rodríguez
- Bruno Balbuena como Mandril
- Wilmer Ato como El Oso
- Sharinna Vargas como Tania Huertas Calero

## Temporadas
| Temporada | Temporada | Episodios | Episodios | Emisión original   | Emisión original   |
| Temporada | Temporada | Episodios | Episodios | Primera emisión    | Última emisión     |
| --------- | --------- | --------- | --------- | ------------------ | ------------------ |
|           | 1         | 70        | 70        | 2 de enero de 2019 | 9 de abril de 2019 |
|           | 2         | 68        | 68        | 6 de enero de 2020 | 9 de abril de 2020 |

## Banda sonora
- «Por la calle» – Josimar y su Yambú
- «Súbela más» – Tommy Portugal y Mia Mont
- «Hombres cartera» – Patricia Portocarrero
- «Como si nada» – Mia Mont
- «Hombre perfecto» – Locomotor
- «Así es mi vida» – Álvaro Rod
- «Cómo puede ser» – Patricia Barreto
- «Ramona» – Tommy Portugal
- «Nada es para siempre» – Álvaro Rod / Mia Mont
- «Vamos a escapar» – Álvaro Rod
- «Tengo un plan» – José Miguel
- «El show de Vivi» – Mia Mont
- «Maldito» – Mayra Goñi
- «No soy tuya» – Mayra Goñi
- «Lero lero» – Mia Mont
- «Crash burn» – Hysteria
- «Tu calor» – Montañera y Pablo Fuentes Caycedo
- «Say goodbye» – Hysteria
- «De tanto buscar» – Fiorella Pennano

## Episodios

### Temporada 1 (2019)
| N.º en serie | N.º en temp. | Título                                | Dirigido por | Escrito por   | Fecha de emisión original |
| ------------ | ------------ | ------------------------------------- | ------------ | ------------- | ------------------------- |
| 1            | 1            | «Los Vílchez»                         | Luis Barrios | Mariana Silva | 2 de enero de 2019        |
| 2            | 2            | «El bendito anillo»                   | Luis Barrios | Mariana Silva | 3 de enero de 2019        |
| 3            | 3            | «La coach del ahorro»                 | Luis Barrios | Mariana Silva | 4 de enero de 2019        |
| 4            | 4            | «Esto es guerra»                      | Luis Barrios | Mariana Silva | 7 de enero de 2019        |
| 5            | 5            | «El rap del recuerdo»                 | Luis Barrios | Mariana Silva | 8 de enero de 2019        |
| 6            | 6            | «Secuestrados»                        | Luis Barrios | Mariana Silva | 9 de enero de 2019        |
| 7            | 7            | «Arepa, beso y boda»                  | Luis Barrios | Mariana Silva | 10 de enero de 2019       |
| 8            | 8            | «Una noche loca»                      | Luis Barrios | Mariana Silva | 11 de enero de 2019       |
| 9            | 9            | «Alucinaciones»                       | Luis Barrios | Mariana Silva | 14 de enero de 2019       |
| 10           | 10           | «La maldición de Carmela»             | Luis Barrios | Mariana Silva | 15 de enero de 2019       |
| 11           | 11           | «El príncipe, el sapito y el intruso» | Luis Barrios | Mariana Silva | 16 de enero de 2019       |
| 12           | 12           | «A Gamarra me voy»                    | Luis Barrios | Mariana Silva | 17 de enero de 2019       |
| 13           | 13           | «Buscando a Toñito»                   | Luis Barrios | Mariana Silva | 18 de enero de 2019       |
| 14           | 14           | «La ruptura»                          | Luis Barrios | Mariana Silva | 21 de enero de 2019       |
| 15           | 15           | «La ira de Vivi»                      | Luis Barrios | Mariana Silva | 22 de enero de 2019       |
| 16           | 16           | «El regreso de Anita»                 | Luis Barrios | Mariana Silva | 23 de enero de 2019       |
| 17           | 17           | «No te vayas, Johnny»                 | Luis Barrios | Mariana Silva | 24 de enero de 2019       |
| 18           | 18           | «El final de Viviana y Johnny»        | Luis Barrios | Mariana Silva | 25 de enero de 2019       |
| 19           | 19           | «Encuentros inesperados»              | Luis Barrios | Mariana Silva | 28 de enero de 2019       |
| 20           | 20           | «La decepción de Julia»               | Luis Barrios | Mariana Silva | 29 de enero de 2019       |
| 21           | 21           | «La furia de Hamilton»                | Luis Barrios | Mariana Silva | 30 de enero de 2019       |
| 22           | 22           | «La venganza de Octavio»              | Luis Barrios | Mariana Silva | 31 de enero de 2019       |
| 23           | 23           | «Bicho vs. Hamilton»                  | Luis Barrios | Mariana Silva | 1 de febrero de 2019      |
| 24           | 24           | «La sorpresa de Johnny»               | Luis Barrios | Mariana Silva | 4 de febrero de 2019      |
| 25           | 25           | «El encuentro de Viviana y Johnny»    | Luis Barrios | Mariana Silva | 5 de febrero de 2019      |
| 26           | 26           | «¿Julieta es Julia?»                  | Luis Barrios | Mariana Silva | 6 de febrero de 2019      |
| 27           | 27           | «El primer amor de María Elena»       | Luis Barrios | Mariana Silva | 7 de febrero de 2019      |
| 28           | 28           | «Call Center Sánchez Sánchez»         | Luis Barrios | Mariana Silva | 8 de febrero de 2019      |
| 29           | 29           | «Amor a la italiana»                  | Luis Barrios | Mariana Silva | 11 de febrero de 2019     |
| 30           | 30           | «Una novia de quinta»                 | Luis Barrios | Mariana Silva | 12 de febrero de 2019     |
| 31           | 31           | «La estrategia»                       | Luis Barrios | Mariana Silva | 13 de febrero de 2019     |
| 32           | 32           | «Todos de paseo»                      | Luis Barrios | Mariana Silva | 14 de febrero de 2019     |
| 33           | 33           | «Un día de campo»                     | Luis Barrios | Mariana Silva | 15 de febrero de 2019     |
| 34           | 34           | «Los celos de María Elena»            | Luis Barrios | Mariana Silva | 18 de febrero de 2019     |
| 35           | 35           | «El pasado de Julia»                  | Luis Barrios | Mariana Silva | 19 de febrero de 2019     |
| 36           | 36           | «El no quinceañero de Julia»          | Luis Barrios | Mariana Silva | 20 de febrero de 2019     |
| 37           | 37           | «Corazones rotos»                     | Luis Barrios | Mariana Silva | 21 de febrero de 2019     |
| 38           | 38           | «Relaciones prohibidas»               | Luis Barrios | Mariana Silva | 22 de febrero de 2019     |
| 39           | 39           | «El secreto»                          | Luis Barrios | Mariana Silva | 25 de febrero de 2019     |
| 40           | 40           | «El baby shower de Yllari»            | Luis Barrios | Mariana Silva | 26 de febrero de 2019     |
| 41           | 41           | «¿El Johnny será papá?»               | Luis Barrios | Mariana Silva | 27 de febrero de 2019     |
| 42           | 42           | «Una dudosa paternidad»               | Luis Barrios | Mariana Silva | 28 de febrero de 2019     |
| 43           | 43           | «De tal palo tal astilla»             | Luis Barrios | Mariana Silva | 1 de marzo de 2019        |
| 44           | 44           | «Cardoso murió»                       | Luis Barrios | Mariana Silva | 4 de marzo de 2019        |
| 45           | 45           | «La primera cita de Carmela»          | Luis Barrios | Mariana Silva | 5 de marzo de 2019        |
| 46           | 46           | «Los celos de Julia»                  | Luis Barrios | Mariana Silva | 6 de marzo de 2019        |
| 47           | 47           | «La mamá de Toñito»                   | Luis Barrios | Mariana Silva | 7 de marzo de 2019        |
| 48           | 48           | «Buenas y malas noticias»             | Luis Barrios | Mariana Silva | 8 de marzo de 2019        |
| 49           | 49           | «Una lágrima en la quinta»            | Luis Barrios | Mariana Silva | 11 de marzo de 2019       |
| 50           | 50           | «Una visita del pasado»               | Luis Barrios | Mariana Silva | 12 de marzo de 2019       |
| 51           | 51           | «El taller de Hamilton»               | Luis Barrios | Mariana Silva | 13 de marzo de 2019       |
| 52           | 52           | «Mentiras verdaderas»                 | Luis Barrios | Mariana Silva | 14 de marzo de 2019       |
| 53           | 53           | «Ramona será mamá»                    | Luis Barrios | Mariana Silva | 15 de marzo de 2019       |
| 54           | 54           | «Las citas de María Elena»            | Luis Barrios | Mariana Silva | 18 de marzo de 2019       |
| 55           | 55           | «Aliviatin»                           | Luis Barrios | Mariana Silva | 19 de marzo de 2019       |
| 56           | 56           | «El regreso de Flower»                | Luis Barrios | Mariana Silva | 20 de marzo de 2019       |
| 57           | 57           | «Del amor y otras adicciones»         | Luis Barrios | Mariana Silva | 21 de marzo de 2019       |
| 58           | 58           | «Pedida de mano»                      | Luis Barrios | Mariana Silva | 22 de marzo de 2019       |
| 59           | 59           | «La venganza de María Elena»          | Luis Barrios | Mariana Silva | 25 de marzo de 2019       |
| 60           | 60           | «Boda a la vista»                     | Luis Barrios | Mariana Silva | 26 de marzo de 2019       |
| 61           | 61           | «Sí, acepto»                          | Luis Barrios | Mariana Silva | 27 de marzo de 2019       |
| 62           | 62           | «La mamá de Julia»                    | Luis Barrios | Mariana Silva | 28 de marzo de 2019       |
| 63           | 63           | «El programa de Las Vílchez»          | Luis Barrios | Mariana Silva | 29 de marzo de 2019       |
| 64           | 64           | «Amor y confusión»                    | Luis Barrios | Mariana Silva | 1 de abril de 2019        |
| 65           | 65           | «Amor en los tiempos de guerra»       | Luis Barrios | Mariana Silva | 2 de abril de 2019        |
| 66           | 66           | «Todos vuelven»                       | Luis Barrios | Mariana Silva | 3 de abril de 2019        |
| 67           | 67           | «La partida»                          | Luis Barrios | Mariana Silva | 4 de abril de 2019        |
| 68           | 68           | «La pelea»                            | Luis Barrios | Mariana Silva | 5 de abril de 2019        |
| 69           | 69           | «A un día para la final»              | Luis Barrios | Mariana Silva | 8 de abril de 2019        |
| 70           | 70           | «El final»                            | Luis Barrios | Mariana Silva | 9 de abril de 2019        |

### Temporada 2 (2020)
| N.º en serie | N.º en temp. | Título                                   | Dirigido por | Escrito por   | Fecha de emisión original |
| ------------ | ------------ | ---------------------------------------- | ------------ | ------------- | ------------------------- |
| 71           | 1            | «Los Vílchez 2»                          | Luis Barrios | Mariana Silva | 6 de enero de 2020        |
| 72           | 2            | «Todos vuelven»                          | Luis Barrios | Mariana Silva | 7 de enero de 2020        |
| 73           | 3            | «Tiempo de comenzar, tiempo de terminar» | Luis Barrios | Mariana Silva | 8 de enero de 2020        |
| 74           | 4            | «Amores locos»                           | Luis Barrios | Mariana Silva | 9 de enero de 2020        |
| 75           | 5            | «La cita»                                | Luis Barrios | Mariana Silva | 10 de enero de 2020       |
| 76           | 6            | «Un plan perfecto»                       | Luis Barrios | Mariana Silva | 13 de enero de 2020       |
| 77           | 7            | «La nueva rica»                          | Luis Barrios | Mariana Silva | 14 de enero de 2020       |
| 78           | 8            | «Nuevos y viejos amores»                 | Luis Barrios | Mariana Silva | 15 de enero de 2020       |
| 79           | 9            | «Apuestas y otras adicciones»            | Luis Barrios | Mariana Silva | 16 de enero de 2020       |
| 80           | 10           | «Lo que se lleva el mar»                 | Luis Barrios | Mariana Silva | 17 de enero de 2020       |
| 81           | 11           | «La unión hace la fuerza»                | Luis Barrios | Mariana Silva | 20 de enero de 2020       |
| 82           | 12           | «El pequeño Oliver»                      | Luis Barrios | Mariana Silva | 21 de enero de 2020       |
| 83           | 13           | «El final de Bicho»                      | Luis Barrios | Mariana Silva | 22 de enero de 2020       |
| 84           | 14           | «María Elena vs. Oliver»                 | Luis Barrios | Mariana Silva | 23 de enero de 2020       |
| 85           | 15           | «La gymkana»                             | Luis Barrios | Mariana Silva | 24 de enero de 2020       |
| 86           | 16           | «La traición»                            | Luis Barrios | Mariana Silva | 27 de enero de 2020       |
| 87           | 17           | «Señales de amor»                        | Luis Barrios | Mariana Silva | 29 de enero de 2020       |
| 88           | 18           | «La pedida de mano»                      | Luis Barrios | Mariana Silva | 30 de enero de 2020       |
| 89           | 19           | «¿Dónde está el anillo?»                 | Luis Barrios | Mariana Silva | 31 de enero de 2020       |
| 90           | 20           | «La intrusa»                             | Luis Barrios | Mariana Silva | 3 de febrero de 2020      |
| 91           | 21           | «Operación: Primera vez»                 | Luis Barrios | Mariana Silva | 4 de febrero de 2020      |
| 92           | 22           | «La primera vez de Bicho y Julia»        | Luis Barrios | Mariana Silva | 5 de febrero de 2020      |
| 93           | 23           | «Verdades que duelen»                    | Luis Barrios | Mariana Silva | 6 de febrero de 2020      |
| 94           | 24           | «El nuevo inquilino»                     | Luis Barrios | Mariana Silva | 7 de febrero de 2020      |
| 95           | 25           | «La casa nueva»                          | Luis Barrios | Mariana Silva | 10 de febrero de 2020     |
| 96           | 26           | «Erica, la coach»                        | Luis Barrios | Mariana Silva | 11 de febrero de 2020     |
| 97           | 27           | «La cena de la discordia»                | Luis Barrios | Mariana Silva | 12 de febrero de 2020     |
| 98           | 28           | «Decisiones»                             | Luis Barrios | Mariana Silva | 13 de febrero de 2020     |
| 99           | 29           | «Querer o no querer»                     | Luis Barrios | Mariana Silva | 14 de febrero de 2020     |
| 100          | 30           | «Mentiras y verdades»                    | Luis Barrios | Mariana Silva | 17 de febrero de 2020     |
| 101          | 31           | «Una pollada diferente»                  | Luis Barrios | Mariana Silva | 18 de febrero de 2020     |
| 102          | 32           | «La verdad de Fred y Mimi»               | Luis Barrios | Mariana Silva | 19 de febrero de 2020     |
| 103          | 33           | «La inclusión y el amor»                 | Luis Barrios | Mariana Silva | 20 de febrero de 2020     |
| 104          | 34           | «Natural Porky exterminator»             | Luis Barrios | Mariana Silva | 21 de febrero de 2020     |
| 105          | 35           | «Carmela y su galán»                     | Luis Barrios | Mariana Silva | 24 de febrero de 2020     |
| 106          | 36           | «La cita perfecta»                       | Luis Barrios | Mariana Silva | 25 de febrero de 2020     |
| 107          | 37           | «La viuda gringa»                        | Luis Barrios | Mariana Silva | 26 de febrero de 2020     |
| 108          | 38           | «Todos vuelven»                          | Luis Barrios | Mariana Silva | 27 de febrero de 2020     |
| 109          | 39           | «El secuestro»                           | Luis Barrios | Mariana Silva | 28 de febrero de 2020     |
| 110          | 40           | «Noticias bomba»                         | Luis Barrios | Mariana Silva | 2 de marzo de 2020        |
| 111          | 41           | «La nueva ilusión de Leticia»            | Luis Barrios | Mariana Silva | 3 de marzo de 2020        |
| 112          | 42           | «El papá de bebé»                        | Luis Barrios | Mariana Silva | 4 de marzo de 2020        |
| 113          | 43           | «El candidato»                           | Luis Barrios | Mariana Silva | 5 de marzo de 2020        |
| 114          | 44           | «El cangrejo»                            | Luis Barrios | Mariana Silva | 6 de marzo de 2020        |
| 115          | 45           | «Todos vuelven»                          | Luis Barrios | Mariana Silva | 9 de marzo de 2020        |
| 116          | 46           | «Bye bye Flower»                         | Luis Barrios | Mariana Silva | 10 de marzo de 2020       |
| 117          | 47           | «¿Dónde está Flor?»                      | Luis Barrios | Mariana Silva | 11 de marzo de 2020       |
| 118          | 48           | «Secretos y mentiras»                    | Luis Barrios | Mariana Silva | 12 de marzo de 2020       |
| 119          | 49           | «El día después de...»                   | Luis Barrios | Mariana Silva | 13 de marzo de 2020       |
| 120          | 50           | «La vida continúa»                       | Luis Barrios | Mariana Silva | 16 de marzo de 2020       |
| 121          | 51           | «La bronca»                              | Luis Barrios | Mariana Silva | 17 de marzo de 2020       |
| 122          | 52           | «Estamos contigo María Elena»            | Luis Barrios | Mariana Silva | 18 de marzo de 2020       |
| 123          | 53           | «La estafa»                              | Luis Barrios | Mariana Silva | 19 de marzo de 2020       |
| 124          | 54           | «El abogado del pueblo»                  | Luis Barrios | Mariana Silva | 20 de marzo de 2020       |
| 125          | 55           | «El bombón asesino»                      | Luis Barrios | Mariana Silva | 23 de marzo de 2020       |
| 126          | 56           | «Amores de 35 y 25»                      | Luis Barrios | Mariana Silva | 24 de marzo de 2020       |
| 127          | 57           | «Celos»                                  | Luis Barrios | Mariana Silva | 25 de marzo de 2020       |
| 128          | 58           | «Los amores de barrio»                   | Luis Barrios | Mariana Silva | 26 de marzo de 2020       |
| 129          | 59           | «El último Bicho Cooks»                  | Luis Barrios | Mariana Silva | 27 de marzo de 2020       |
| 130          | 60           | «Feliz Cumpleaños María Elena»           | Luis Barrios | Mariana Silva | 30 de marzo de 2020       |
| 131          | 61           | «Sorpresa, sorpresa»                     | Luis Barrios | Mariana Silva | 31 de marzo de 2020       |
| 132          | 62           | «El regreso de La Wiwi»                  | Luis Barrios | Mariana Silva | 1 de abril de 2020        |
| 133          | 63           | «El regreso de Octavio»                  | Luis Barrios | Mariana Silva | 2 de abril de 2020        |
| 134          | 64           | «La pedida de mano»                      | Luis Barrios | Mariana Silva | 3 de abril de 2020        |
| 135          | 65           | «El campeonato»                          | Luis Barrios | Mariana Silva | 6 de abril de 2020        |
| 136          | 66           | «Despedida de soltera»                   | Luis Barrios | Mariana Silva | 7 de abril de 2020        |
| 137          | 67           | «El último capítulo, parte 1»            | Luis Barrios | Mariana Silva | 8 de abril de 2020        |
| 138          | 68           | «El último capítulo, parte 2»            | Luis Barrios | Mariana Silva | 9 de abril de 2020        |

## Piloto
El 3 de enero de 2018 se lanzó el avance oficial del piloto de la serie en donde se mostraba que contaba con la participación inicial de Patricia Portocarrero, Mayra Goñi, la primera actriz Ana Cecilia Natteri, Guillermo Macchiavello, Johanna San Miguel e Ignacio Baladán.